# From the Cradle
From the Cradle es un álbum de estudio del músico británico Eric Clapton, publicado por la compañía discográfica Warner Bros. Records en septiembre de 1994. El álbum, un disco de versiones de clásicos del blues, supuso el sucesor del exitoso álbum en directo Unplugged, publicado dos años antes. En sus notas, Clapton comentó: «Esta es una grabación en directo sin sobregrabaciones o ediciones, excepto por la sobregrabación de un dobro en "How Long Blues" y de una batería en "Motherless Child"».
Aunque Clapton siempre estuvo asociado al blues a lo largo de su carrera, From the Cradle fue el primer intento del músico de grabar un álbum completamente de canciones blues. Posteriormente publicó trabajos similares como Riding with the King junto a BB King, Me and Mr. Johnson, un tributo a Robert Johnson, y The Road to Escondido, una colaboración con su amigo JJ Cale. 

## Recepción
Desde su publicación, From the Cradle obtuvo un amplio rango de reseñas de la prensa musical. Algunos periodistas cuestionaron el propio título del álbum dado que Clapton aprendió la fórmula del blues a través de discos a comienzos de su carrera y no estuvo expuesto a la cultura negra desde la cuna. Stephen Thomas Erlewine de Allmusic comentó que el álbum es casi perfecto y que la única cosa mala es la voz de Clapton, que imita malamente las grabaciones originales. Tom Sinclair de Entertainment Weekly consideró que las grabaciones no «tenían defectos» pero que eran más bien aburridas, sobre todo si se comparan con la emoción de las versiones en directo del tema de Cream «Spoonful». Por otra parte, John Metzger de The Music Box sintió que la aparición de Clapton en el programa Saturday Night Live para promocionar el álbum era más potente que From the Cradle, y que el álbum no tenía nada que no se hubiera hecho antes. Robert Christgau comparó el trabajo de Clapton en el álbum con Son Seals y Otis Rush, diciendo que Clapton tocó mejor que el último, pero cantó también peor. Christgau también destacó las canciones «Motherless Child» y «Blues Before Sunrise».
En julio de 2014, la revista Guitar World situó a From the Cradle en la lista Superunknown: 50 Iconic Albums That Defined 1994.

## Lista de canciones
| N.º | Título                  | Escritor(es)                                | Duración |  |
| 1.  | «Blues Before Sunrise»  | Leroy Carr                                  | 3:03     |  |
| 2.  | «Third Degree»          | Eddie Boyd, Willie Dixon                    | 5:07     |  |
| 3.  | «Reconsider Baby»       | Lowell Fulson                               | 3:20     |  |
| 4.  | «Hoochie Coochie Man»   | Dixon                                       | 3:16     |  |
| 5.  | «Five Long Years»       | Boyd                                        | 4:50     |  |
| 6.  | «I'm Tore Down»         | Sonny Thompson                              | 3:02     |  |
| 7.  | «How Long Blues»        | Carr                                        | 3:09     |  |
| 8.  | «Goin' Away Baby»       | James A. Lane                               | 4:01     |  |
| 9.  | «Blues Leave Me Alone»  | Lane                                        | 3:36     |  |
| 10. | «Sinner's Prayer»       | Lloyd Glenn, Fulson                         | 3:20     |  |
| 11. | «Motherless Child»      | Robert Hicks                                | 2:57     |  |
| 12. | «It Hurts Me Too»       | Tampa Red                                   | 3:17     |  |
| 13. | «Someday After a While» | King, Thompson                              | 4:27     |  |
| 14. | «Standin' Round Crying» | McKinley Morganfield                        | 3:37     |  |
| 15. | «Driftin'»              | Charles Brown, Johnny Moore, Eddie Williams | 3:10     |  |
| 16. | «Groaning the Blues»    | Dixon                                       | 6:10     |  |

## Personal
| Músicos - Eric Clapton – guitarra, voz y productor. - Dave Bronze – bajo. - Jim Keltner – batería. - Andy Fairweather-Low – guitarra. - Jerry Portnoy – armónica. - Chris Stainton – teclados. - Roddy Lorimer – trompeta. - Simon Clarke – saxofón barítono. - Tim Sanders – saxofón tenor. - Richie Hayward – percusión (en "How Long Blues") | Equipo técnico - Jack English – fotografía. - Alan Douglas – ingeniero de sonido y mezclas. - Russ Titelman – productor y mezclas. |

## Posicionamiento
| Lista (1994–96)                     | Posición |
| ----------------------------------- | -------- |
| Australia (ARIA)                    | 6        |
| Austria (Ö3 Austria)                | 1        |
| Bélgica (Ultratop Flanders)         | 6        |
| Canadá (RPM)                        | 2        |
| Dinamarca (Hitlisten)               | 2        |
| Estados Unidos (Billboard 200)      | 1        |
| Estados Unidos (Top Blues Albums)   | 1        |
| España (AFYVE)                      | 5        |
| Europa (IFPI)                       | 2        |
| Finlandia (Suomen virallinen lista) | 3        |
| Francia (SNEP)                      | 6        |
| Alemania (Media Control Charts)     | 6        |
| Hungría (MAHASZ)                    | 22       |
| Italia (FIMI)                       | 10       |
| Japón (Oricon)                      | 6        |
| Nueva Zelanda (Recorded Music NZ)   | 2        |
| Noruega (VG-lista)                  | 4        |
| Países Bajos (Album Top 100)        | 3        |
| Portugal (AFP)                      | 6        |
| Suecia (Sverigetopplistan)          | 2        |
| Suiza (Schweizer Hitparade)         | 1        |